# Raon-aux-Bois
Raon-aux-Bois – miejscowość i gmina we Francji, w regionie Grand Est, w departamencie Wogezy.
Według danych na rok 1990 gminę zamieszkiwało 1 061 osób, a gęstość zaludnienia wynosiła 44 osób/km² (wśród 2335 gmin Lotaryngii Raon-aux-Bois plasuje się na 352. miejscu pod względem liczby ludności, natomiast pod względem powierzchni na miejscu 111.).